# 卡默斯 (华盛顿州)
卡默斯（英語：Camas），是华盛顿州克拉克县的一个城市。根据2010年美國人口普查，该市拥有人口19,355人。卡默斯于1908年6月18日建立行政单位，以一种当地叫做「卡默斯百合」的植物命名，這種植物拥有类似洋葱的球茎，在原住民眼中視為珍寶。历史上，卡默斯的工业曾经以造纸为基础，當地高中球隊「造紙者」就以此命名。不过近年来，由于不少白领的涌入，包括惠普、夏普、Linear Technology、台積電在内的高科技公司相继在这里设立。年度慶典包括夏天的盛大的花车游行「卡默斯日」和其它節慶。
此市的東邊與瓦休戈相鄰，是當地對中校隊的宿敵。西邊則與溫哥華相鄰。卡默斯隔着哥伦比亚河與俄勒冈州的特勞特代爾相望。此處的河道接近一英里寬，靠5号州际公路的州際大橋和205号州际公路的格林 L. 杰克逊纪念大桥相連。穿過卡默斯的主要道路為14號華盛頓州州道。
根據華盛頓州地區人均所得，卡默斯在522個地區中排第59名。
卡默斯拥有一个叫做Grove Field Airport的机场。卡默斯距离波特兰国际机场大约半小时车程。
这个城市还拥有很多湖泊。其中最著名的是拉卡馬斯湖，有一个公园在这里建立。

## 姊妹市
卡默斯有以下的姊妹城市，根據和：
- 日本細江町（已併入滨松市）
- 日本多氣町
- 波兰克拉普科維采
- 波兰Morawica（英语：Morawica, Świętokrzyskie Voivodeship）
- 波兰Zabierzów

## 外部連結
- （英文） 官方網站 （页面存档备份，存于）
- （英文） 卡默斯歷史 （页面存档备份，存于） at HistoryLink